# Гомес, Эмильяно
Эмилья́но Го́мес Ду́тра (также пишут Эмилиа́но; исп. Emiliano Gómez Dutra; род. 18 сентября 2001, Ривера) — уругвайский футболист, нападающий клуба «Бостон Ривер».

## Клубная карьера
Гомес — воспитанник клуба «Дефенсор Спортинг». 14 апреля 2018 года в матче против столичного «Ливерпуля» он дебютировал в уругвайской Примере.

## Международная карьера
В 2019 году Гомес в составе молодёжной сборной Уругвая принял участие в молодёжном чемпионате Южной Америки в Чили. На турнире он сыграл в матчах против команд Перу, Бразилии, Колумбии, Эквадора и Аргентины. В поединке против бразильцев Эмильяно забил гол.

## Достижения
Международные
 Уругвай (до 20)
- Чемпионат Южной Америки среди молодёжных команд — 2019